# Lydia (The Walking Dead)
Lydia es un personaje ficticio de la serie de cómics  The Walking Dead  y el serie de televisión del mismo nombre, donde es interpretada por Cassady McClincy.

## Cómics
Lydia es una miembro de los Susurradores que intenta matar a Paul "Jesús" Monroe, Darius y otros dos guardias. Ella es capturada por Jesús. Ella es puesta en una celda al lado de Ella trata de obtener información sobre la comunidad Hilltop hablando con  y luego comienza una relación sexual con él. Después de la guerra contra su grupo Lydia se pasa a las filas del grupo de Rick y sobrevive al final de la historia.

## Adaptación de TV
Lydia es una sobreviviente que junto con sus padres, "Alpha" y Frank, sobrevivieron a las etapas iniciales del brote. Después de 23 días del brote inicial, Lydia y sus padres permanecieron en un sótano mohoso con un grupo de sobrevivientes. Lydia solía ser ingenua sobre el estado del mundo y siempre pasaba tiempo con su padre, ya que su madre es una persona muy fría. Después de la muerte de su padre, Lydia comienza a recibir un tratamiento nefasto por parte de su madre. Después de ser capturada por Daryl y Michonne y retenida como prisionera en una celda de Hilltop, Lydia comienza a formar un vínculo con Henry. Lydia y Henry se enamoran y comienzan una relación y ella finalmente rechaza a los Susurradores a favor de las otras comunidades que aceptan otorgarle a Lydia asilo político. Lydia rechaza a los Susurradores por completo y su madre la repudia. Sin embargo, su relación con Henry se ve truncada cuando su madre lo asesina brutalmente junto con varios otros.

### Temporada 9
En el estreno de mitad de temporada "Adaptation",cuando Daryl, Michonne, y los demás regresan a Hilltop, ven a seis caminantes seguirlos y atraer al grupo a una confrontación en un puente cubierto. Tres de los "caminantes" resultan ser más humanos disfrazados. Daryl y Michonne matan a dos, mientras que el tercero, se revela que es una chica, se rinde y es tomada prisionera de regreso a la colonia Hilltop. La niña está encerrada e interrogada, pero afirma que todos los demás que sabía que murieron en el cementerio y el puente. Daryl luego se apresura a interrogar a la niña nuevamente al oído de Henry, quien también está encerrado por transgresiones pasadas. Daryl descubre que la madre de la niña todavía puede estar ahí afuera, lo que lleva a los caminantes contra las diversas comunidades. Después de que Daryl se va, la niña se presenta como Lydia a Henry y los dos comienzan a conocerse; Daryl escucha esta conversación.
En el episodio "Omega", Lydia describe su historia de fondo a Henry mientras ambos están en la prisión comunitaria, sin darse cuenta de que Daryl está escuchando. Mientras Lydia explica, Henry comienza a tener un sentido más compasivo con Lydia, su propia familia había pasado por dificultades similares. Daryl continúa hablando con ella también, tratando de determinar el tamaño de su grupo mientras Lydia afirma que pueden venir a salvarla. Él encuentra su brazo cubierto de marcas, que según ella provienen de su madre. Daryl, que había sido golpeado de forma similar cuando era niño, muestra simpatía por el abuso de Lydia, pero ella demuestra que todavía no coopera. Las historias de Lydia se cuentan en flashbacks a lo largo del episodio hasta los meses posteriores al brote caminante. Ella y sus padres se han refugiado en un refugio Baltimore con otros. La cordura del padre de Lydia comienza a desmoronarse y cree que el refugio ya no es seguro; sin embargo, su madre toma más comando, dispuesta a matar a un sobreviviente que se refugia con ellos y que está teniendo un ataque de pánico ya que lo considera demasiado débil para sobrevivir. Esa noche, el sobreviviente se zombifica, mientras Lydia está mirando y su padre corre para salvarla, pero termina siendo mordido. Esto solo sirve para endurecer a la madre de Lydia y finalmente los lleva a ponerse las máscaras hechas de caminantes para sobrevivir. En el presente, Henry decide dejar salir a Lydia de su celda por un tiempo y discretamente le muestra la seguridad en las instalaciones que Hilltop tiene para ofrecer. Mientras Lydia tiene la oportunidad de tomar un martillo y golpear a Henry en la cabeza para escapar, los gritos de un bebé hacen que hacen que ella entre en pánico y retroceda a su pasado y ruega que la devuelvan a su celda. Ella le pide a Henry que se quede con ella toda la noche. Cuando llega la mañana, Daryl regresa y Lydia dice que no cree que su madre vaya a venir y que solo estaba tratando de buscar información para ella. Lydia luego les dice que su historia era una mentira, ya que su madre le había contado esa historia para culpar a Lydia de la muerte de su padre. En realidad, fue que cuando el sobreviviente se zombifico, no mordió al padre de Lydia, sino otro sobreviviente; su madre aprovechó la oportunidad para escapar del refugio, matando al padre de Lydia cuando se negó a irse con ellos. Lydia menciona dónde pueden acampar su madre y su gente, pero señala que con frecuencia como se mueven.
En el episodio "Bounty", Alpha exige que los residentes de la comunidad Hilltop entreguen a su hija Lydia. Dentro de la colonia Hilltop, Daryl descubre que Henry y Lydia se escaparon. Addy le dice que ella sabe a dónde fueron; ella y Enid salen a buscarlos mientras Daryl se detiene. Poco después, Enid y Addy logran localizar a Henry y Lydia en una casa abandonada cerca de Hilltop, donde Henry le ha proporcionado a Lydia un nuevo conjunto de ropa. Lydia opta por irse por su propia cuenta y se cambian por Alden y Luke. Reunida, Lydia se disculpa con su madre, pero Alpha la golpea en la cara y le ordena que se dirija a ella como "Alpha" como todos los demás.  En el episodio "Guardians", mientras Alpha conduce a su grupo de regreso al campamento, ella le pregunta a Lydia sobre su tiempo en Hilltop y revela cualquier información que aprendió mientras estaba cautiva, pero su hija afirma que había poco de interés. Henry finalmente alcanza a Lydia y los Susurradores, y los observa desde una distancia cercana mientras descansan, pero Beta, el segundo al mando de Alpha, lo encuentra y lo agarra. Henry revela que vino solo a buscar a Lydia; Alpha decide que Henry vendrá con ellos. En su camino de regreso al campamento, Alpha le pregunta a Lydia por qué no mencionó a Henry. Lydia explica que no valía la pena mencionarlo, pero Alpha le recuerda que acaba de arriesgar su vida para salvarla, por lo que debe estar mintiendo. Los Susurradores pronto regresan a su campamento. Por la noche, Beta lleva a Henry a Alpha. Desenmascarada, Alpha deja caer su cuchillo y hace que Lydia lo recoja, ordenándole que mate a Henry con él para que pueda probar de qué lado está; Lydia toma el cuchillo y comienza a llorar. Su madre le advierte que no sea débil y que Beta los matará a ambos si no mata a Henry. De repente, una pequeña horda de caminantes aparece y comienza a comerse a los Susurradores desenmascarados, creando una confusión masiva. Alpha y los demás se pusieron rápidamente sus máscaras para poder tratar de atraer a la manada. Momentos después, Daryl y Connie llegan disfrazados de Susurradores para liberar y rescatar a Henry; Se preparan para retirarse. Daryl agarra a Henry, quien agarra a Lydia, y juntos los cuatro escapan.
En el episodio "Chokepoint", Daryl y Connie huyen con Henry y Lydia de un grupo de Susurradores liderados por Beta dentro de una horda de caminantes. Connie los dirige a un rascacielos incompleto en el que su grupo se había refugiado antes, donde le muestra a Daryl que podían aislar a los Susurradores al tender una emboscada en los pisos superiores. Inseguro sobre la confiabilidad de Lydia, Daryl la encierra en un armario con Dog mientras se preparan para que llegue el grupo de Beta. Lydia, temiendo por la seguridad de Henry, sale del armario, a tiempo para que Perro ataque a un Susurrador que estaba a punto de matar a Henry, aunque Henry todavía termina lastimándose la pierna. Con los Susurradores sometidos, el grupo trabaja para atraer a los caminantes fuera de la planta baja para que puedan escapar, sin darse cuenta de que Beta todavía está vivo en el fondo del hueco del ascensor.  En el episodio "Scars", Aaron  alerta a Michonne de la presencia de Daryl en las puertas de Alexandría, incluidas Connie, Henry y Lydia. Daryl responde a Lydia para convencer a Michonne de que los deje refugiarse. Se quedan el tiempo suficiente para que Henry obtenga la atención médica que necesita, pero Michonne se niega a proporcionarles una escolta al Reino. Esa noche, Daryl, Connie, Henry y Lydia despegan para regresar al Reino, y Michonne los despide.
En el episodio "The Calm Before", cuando comienza la feria en el Reino, Daryl y Michonne llegan con Judith, Henry, Lydia y Connie, reuniéndose con Carol y Ezequiel. Michonne trae a todos los líderes de las comunidades para que se disculpen porque Alexandria renunció a sus relaciones, que Alexandria le otorgue asilo a Lydia y que establezca un pacto de protección mutua sabiendo que Alpha probablemente tomará represalias. A medida que la feria continúa, Alpha se coló en la feria, haciéndose pasar por uno de los visitantes de Alexandria de la caravana y reúne información. Esa noche, cuando la mayoría de los visitantes de la feria se reúnen para la película, Lydia está reservando un asiento para Henry cuando Alpha se sienta en silencio junto a ella y le hace un gesto para que se quede callada. Fuera del teatro, Alpha intenta convencer a Lydia para que vaya con ella, pero Lydia la rechaza. Alpha le dice que no es fuerte y que ya no es parte de su grupo, y se va. El grupo de Daryl encuentra una línea de diez cabezas decapitadas en picas, una de las cuales es Henry, que significa el límite del territorio de Alpha. Algún tiempo después, Daryl y Lydia regresan a la frontera. Lydia deja el collar que Henry le hizo en el suelo junto a la pica que una vez sostuvo la cabeza de Henry. Mientras los dos se alejan, comienzan a caer nevadas.
En el final de la temporada "The Storm", Ezekiel toma la decisión de abandonar el Reino, reuniendo a una gran caravana de los sobrevivientes restantes para buscar un mejor refugio en Hilltop; Daryl, Michonne y Yumiko ayudan a escoltarlos. Lydia se adentra en el bosque y encuentra a un caminante medio enterrado en la nieve. Se quita el guante mientras llora y le ofrece la mano al caminante para suicidarse, pero se detiene cuando Carol aparece y la sigue de regreso al grupo. Usando la cobertura de la tormenta, el grupo del Reino pasa las picas al territorio de Alpha, encuentra solo caminantes congelados en el camino y llega a un río que se ha congelado. Carol va a buscar a Lydia, que ha desaparecido, mientras que el resto logra someter a varios caminantes sepultados en la nieve. Finalmente alcanza a Lydia, quien se da cuenta de que tiene la culpa de su situación y siente que no puede quedarse con ellos. Como no puede volver con su madre, Lydia le pide a Carol que la mate, pero Carol rechaza la solicitud de Lydia y le dice que no es débil. El grupo finalmente llega al punto de referencia y pronto llega a la colonia Hilltop al día siguiente. Daryl, Michonne, Carol, Lydia y algunos otros se preparan para partir y continuar hacia Alexandría.

## Desarrollo y recepción
Lydia es retratada por Cassady McClincy en la serie de televisión   The Walking Dead , que comienza en la novena temporada.  Hace su primera aparición en el episodio "Adaptation".
Matt Fowler de IGN revisó el episodio "Chokepoint" y comentó que "con respecto a cuánto esperamos que Henry arruine porque ama a Lydia, al menos solo es tonto de una manera que se lastima a sí mismo, no a los demás. Su renuencia a matar a los "miembros de la familia de Lydia " "haz que te den una pierna". Fowler agregó que "Henry y Lydia se besaron esta semana. Blerf Tenga su romance adolescente, "los hijos de la pesadilla".  Erik Kain de Forbes también revisó el episodio y comentó partes importantes de la historia que se apresuraron o pasaron por alto, y que "la relación de Henry y Lydia, por ejemplo, parece surgió de la nada y floreció demasiado rápido, con Henry cayendo locamente por Lydia demasiado rápido. Eso ya lo metió en muchos problemas, y habría sido más creíble si su relación hubiera tenido más tiempo para crecer y desarrollarse antes Alpha vino y tomó a Lydia de regreso."  Kain finalizó su revisión diciendo que "espero que puedan comenzar a escribir mejor a Henry-- -su ingenuidad es simplemente ridícula Útil cuando consideras que han escrito a Judith mucho más joven como la pequeña señorita ruda---pero tengo esperanza. Y me gusta Lydia."
Erik Kain de Forbes, en su reseña del episodio "Scars", explicó que si hubiera podido hacer la segunda mitad de la temporada de manera diferente, habría comenzado con este episodio y luego "Los siguientes pocos episodios, construye el misterio de los Susurradores y Alpha en su lugar. No apresures lo de Lydia/Henry, y deja que su relación crezca de manera más orgánica. Haz que las revelaciones de Alpha/Lydia lleguen después de un tiempo en lugar de tan rápido."
Erik Kain of Forbes, de Forbes, en su reseña de "The Calm Before", comentó que varios personajes, incluidos Tara, Enid y Henry, fueron "brutalmente asesinados por Alpha y los Susurradores en represalia por tomar a Lydia" al decir: "Henry fue quizás la mayor sorpresa de estos tres, después de haber sido construido como New Carl durante toda la temporada. Me imaginé que estaría allí por mucho más tiempo. Me equivoqué. Tiene sentido, por supuesto, que Alpha mate la aventura de su hija. Un acto final de venganza y horror para consolidar su ruptura. Debería haberlo sabido mejor, por supuesto."  Escribiendo para Den of Geek!, Ron Hogan en su reseña de "The Calm Before" identificó a Henry y Lydia besándose como uno de los "momentos de carácter dulce" del episodio, y dijo: "The Walking Dead rara vez trata de emociones tensas, prefiriendo manipular con grandes Empuja y empuja. The Calm Before tiene eso en espadas, pero el equipo creativo puede marcarlo de nuevo, rociando momentos de esperanza frente a Alpha. A diferencia de Lydia, quien fue absorbida por ella, ella se repugna y aunque no se ve en su rostro, se muestra en sus acciones y su conversación con Daryl a punta de escopeta. Los mismos incidentes afectan a dos personas relacionadas de manera totalmente diferente, y en el desenlace del episodio, las mismas cosas que brindan dulzura y felicidad terminan causando el mayor dolor agridulce." Alex McLevy escribiendo para The A.V. Club  señaló que Lydia iba al cine como una de las tomas que "proporcionaban el tipo de limpiador de paladar simultáneo adecuado para lo que había antes y la preparación para el final".
Aaron Neuwirth de We Live Entertainment revisó el episodio "La tormenta", y después de comentar sobre la relación de Ezekiel y Carol, declaró: "Lydia no está mejor. Perdió al chico que estaba enamorado de ella, pero más allá de eso, ella siente la verdadera culpa del sobreviviente. No puedo culparla. No duele que Cassady McClincy haya hecho mucho con un personaje que podría haber sido el peor en estos últimos episodios que han dependido en gran medida con eso en mente, puedo entender sus pensamientos de salir de su miseria dejando que un caminante congelado le muerda el brazo. Incluso mientras le rogaba a Carol que la matara, es fácil ver una versión de esta serie que dejaría que eso suceda. Al final de este episodio, ella es parte de una feliz pelea de bolas de nieve que se lleva a cabo. Como a este programa le gusta tener a una adolescente con una perspectiva diferente, solo puedo preguntarme qué tipo de papel tendrá en las estaciones en adelante."  Alex McLevy de The A.V. Club, al igual que comentar sobre Lydia después de hablar de Carol y Ezekiel, dijo: "Lydia, por el contrario, está lidiando con la culpa de un sobreviviente grave, sus sentimientos por Henry la hacen suponer que debería haber muerto en su lugar, lo que la lleva a hacer cosas como ofrecerle el brazo expuesto a un andador congelado en el hielo, a centímetros de su boca. Para cuando intenta escapar, rogándole a Carol que la mate ("nadie tiene que saberlo") y que no la tenga en cuenta. Por la miseria que está atravesando, está claro que la antigua Susurradora necesita desesperadamente alguna conexión humana para ayudarla a superar esto. Es seguro que no viene de Alden, quien le echa la culpa antes de que Daryl le diga que corte la mierda ". McLevy también comentó sobre la propia actriz: "La hija de Alpha ha tenido una presencia sorprendentemente fuerte durante estos últimos episodios, y tiene todo que ver con la actuación de Cassady McClincy. Ha localizado constantemente el corazón herido del personaje, haciendo que incluso esos Los momentos de romance adolescente entre Henry y ella que provocan gemidos mantienen un grado de atractivo que, de lo contrario, se convertiría en una tontería empalagosa."